# マングローブ

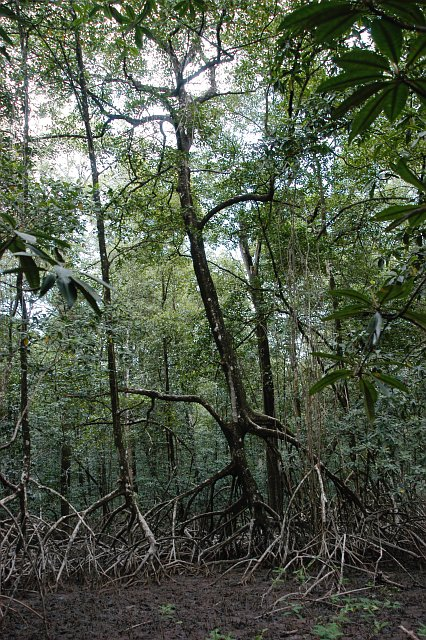
ブラジル北部のパラー州にあるマングローブ林

マングローブ（英: mangrove）とは、熱帯および亜熱帯地域の河口汽水域の塩性湿地にて植物群落や森林を形成する常緑の高木や低木の総称。漢訳した日本語で「紅樹（こうじゅ）」といった場合、オヒルギ、または、オヒルギなどヒルギ科の常緑樹、あるいは、マングローブの構成種全般を指す。
また、集合体すなわち植物群落または森林としては英語で「mangrove thicket」（英語: mangrove〈マングローブ〉+ thicket〈低木の茂み、薮、雑木林〉）といい、日本語ではこれを訳して「マングローブ林（マングローブりん）」という。さらに、漢訳した日本語では「紅樹林（こうじゅりん）」といい、時に「海漂林（かいひょうりん）」ともいう。なお、種の総称としての「マングローブ」と集合体としての「マングローブ林」は、研究者や辞事典も含めて厳密に使い分けされているとは言えず、前者は後者の意味でも用いられる。後者の表現に限って前者を指すことはまずない。

## 分布
マングローブ林は2016年の時点で126の国や地域に分布しており、分布総面積は約1520万ヘクタールと推定されている。主として、オセアニア（南洋諸島からオーストラリアまで）、東南アジアを主とするアジア大陸南東部、インド亜大陸、東アフリカ南部（マダガスカル島を含む）、西アフリカ、南アメリカ大陸北部、中央アメリカと西インド諸島、北アメリカ南部（メキシコとフロリダ半島）の沿岸地域に分布する（詳細は後に示す画像を参照）。日本では南西諸島全域と九州南部（沖縄県全域と鹿児島県南部）に自然分布するが、本州にも人工的に移植された場所がある（※後述：#日本のマングローブ）。一方で伊豆・小笠原・マリアナ島弧には見られない。
特に20世紀後半以降、世界中のマングローブ林の多くは開発による伐採が問題になっている（後述）

## 語源・用語
マングローブの語源は、マレー語で潮間帯に生育する樹木の総称を表す「mangi-mangi」（マンギ・マンギ）に、英語で小さい森を表す「grove」の合成である。
マングローブという用語は「森林全体」と森林を構成する樹木の「種」を表す場合があり、混乱を招くため、前者を「マングローブ（林）」、後者を「マングローブ植物」と使い分けることが一般的である。また、前者をマンガル（mangal）、後者をマングローブと区別することもある。

## 成立条件

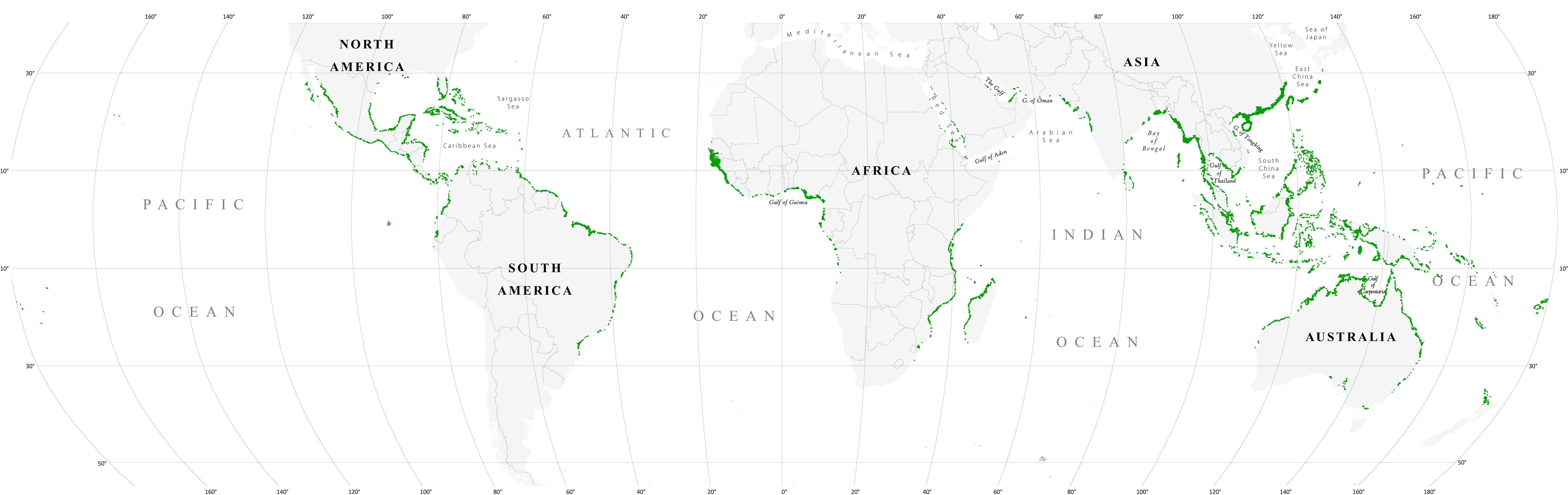
2000年における世界のマングローブ林の分布。

マングローブ林は一般的に熱帯から亜熱帯の、波浪の影響が弱い、中等潮位付近から最高高潮位までの高位干潟に成立する。宮城豊彦は、マングローブ林が成立する立地を次の3つに分類している。
デルタ・エスチュアリ型川の河口域に存在し、河川による堆積作用によって形成された干潟上に成立するタイプ。
砂州・浜堤-ラグーン型海側に形成された砂州や浜堤によって作られた、静穏な環境にあるラグーンや湿地内の干潟に成立するタイプ。
干潟・サンゴ礁型沿岸の島との間に形成された陸繋砂州やサンゴ礁によって形成された干潟上に成立するタイプ。
波当たりのない、遠浅で汽水の場所であるので泥がたまりやすく、泥質に生育する樹木には往々に見られることであるが、泥質の中は酸素が不足がちになるため、呼吸根といわれる、地表に顔を出す根を発達させるものが多い。マングローブの、外縁（海側）のものは満潮時には幹や一部の葉まで海水に浸り、内側のものは塩分を含む泥質ではあるが直接に海水を被ることはなくそこから陸上の植生につながる。生育する植物の種は群落内の各地点で異なり、耐塩性の違いなどによって帯状分布を示す。
亜熱帯上部、たとえば日本の九州ではせいぜい2mの高さのところもあるが、熱帯地域では30mに達するものがある。また、特有のつる植物もあり、場所によっては若干の草本も出現する。
ヌマスギ属のラクウショウなど、淡水性の樹木でもマングローブによく似たものは多いがこれらはマングローブとは区別される。日本の沖縄県の南大東島には世界的に珍しい陸封されたマングローブ林がある。

## 生態系の特徴
マングローブは干潟の性質を持ちつつ、そこに樹木が密生する場所である。干潟は、河川上流からや海から供給される有機物が集まって分解される場所であるため、非常に生産力の大きい環境であり、多くの生物の活動が見られる場所である。しかし、表面構造の単純さが、生物にとって大きな難関になっている。
それに対してマングローブでは同様な環境でありながら、樹木が密生し、特徴的な呼吸根が発達することでその表面の構造が複雑になり、魚介類を中心に様々な動物に隠れ家を与えて、その幹の表面はコケ類や地衣類の繁殖を許す。一方で、その複雑さゆえにヒトがマングローブ林を歩くことは困難となっている。
底質は砂泥で、多くの有機物を含むことから、表面以下では有機物の分解に伴う酸素消費によって嫌気性環境となり、硫化水素の発生を引き起こす。河川からの土砂など無機物流入の少ないマングローブでは、枯死したヤエヤマヒルギなどの植物が分解されずに蓄積し、マングローブ泥炭を生成する。マングローブ泥炭には豊富な炭素蓄積機能があり、温室効果ガスである二酸化炭素の吸収源として重要視されている。

## マングローブ植物

### 主要な種

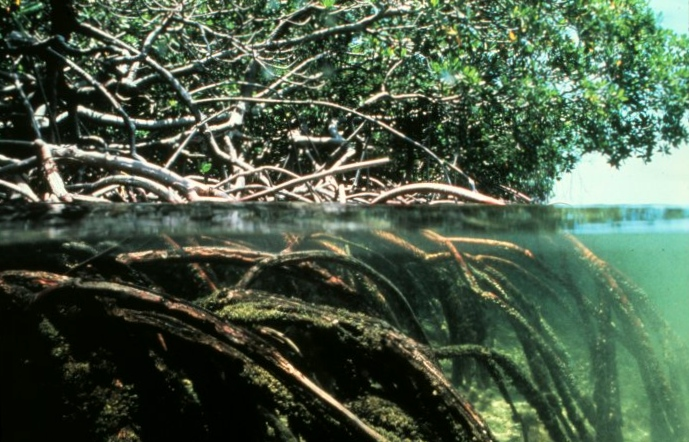
水面下に根を張るマングローブ

マングローブを構成する植物は世界に70-100種程度あり、主要な樹木の多くがヒルギ科、クマツヅラ科、ハマザクロ科（マヤプシキ科）の3科に属する種である。
日本国内で、マングローブにのみ分布が限定される種は、メヒルギ（ヒルギ科）、オヒルギ（ヒルギ科）、ヤエヤマヒルギ（ヒルギ科）、ハマザクロ（ハマザクロ科、別名：マヤプシキ）、ヒルギダマシ（クマツヅラ科またはキントラノオ科、キツネノマゴ科ヒルギダマシ亜科）、ヒルギモドキ（シクンシ科）及びニッパヤシ（ヤシ科）の5科7種である。これらは、マングローブの主要な構成種であり、分類学的にも近縁の群からかけ離れている。
上記の種に付随して、サキシマスオウノキやシマシラキ、テリハボク、サガリバナ、オキナワキョウチクトウ（ミフクラギ）等の樹木が生育するほか、シイノキカズラなど特有のつる植物や草本を伴う場合がある。これらの付随する種は、後述する半マングローブを構成する種も含まれる。

### 特徴

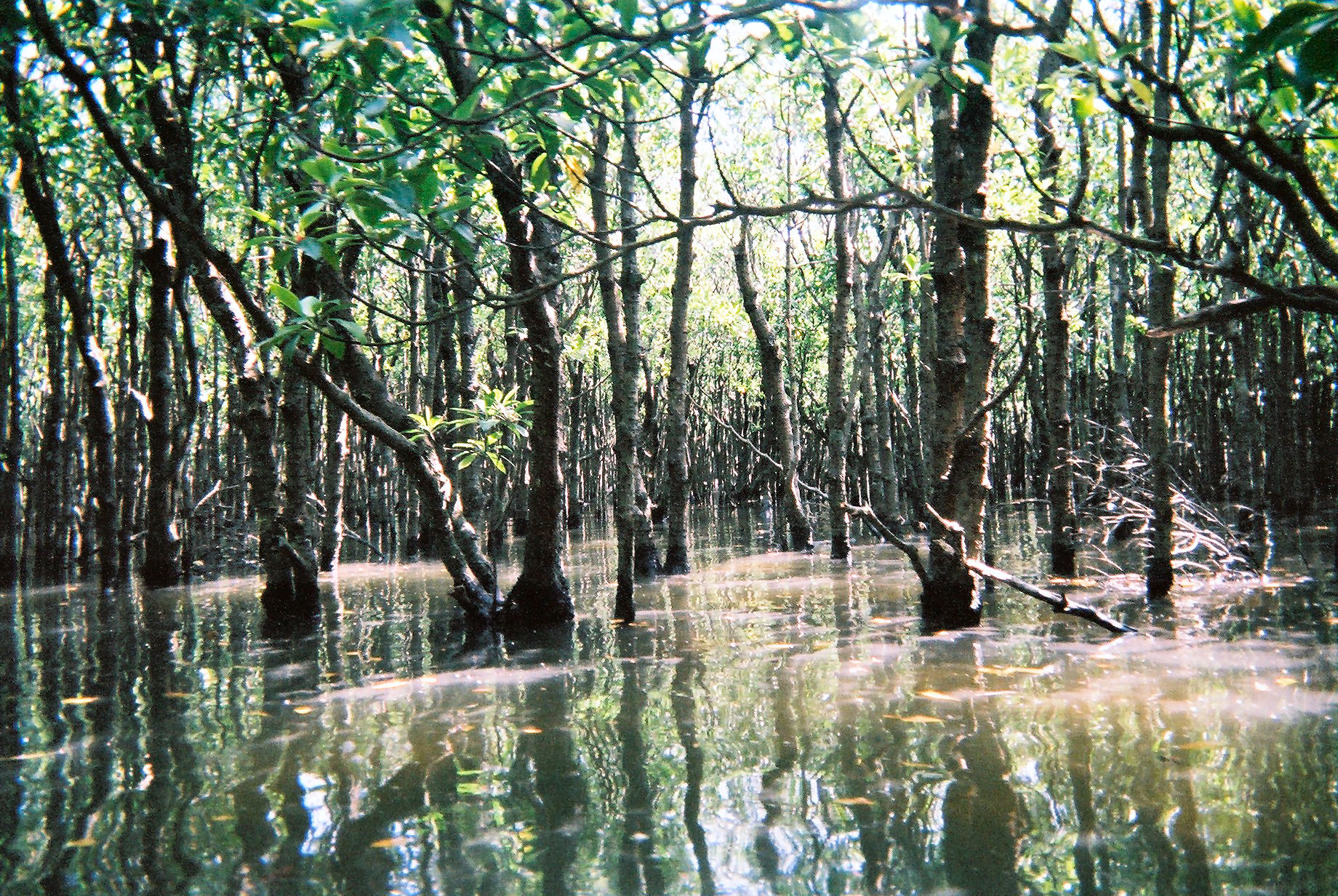
西表島のマングローブ（オヒルギ林）。

主要構成樹種のヒルギ科の植物は、いずれも艶のある楕円形の葉を持つ。葉は分厚く、厚いクチクラ層に覆われる。呼吸根を持ち、その形は種によって様々である。メヒルギはわずかに板根状になる。オヒルギのものは膝状に地表に顔を出す。ヤエヤマヒルギの場合、タコの足状に地表より上から斜めに根が伸び、幹を支えるようになるので支柱根とよぶ。
また、これらの植物は、果実が枝についている状態で、根が伸び始め、ある程度の大きさに達すると、その根の先端に新芽がついた状態で、果実から抜け落ちる。このように、親植物の上で子植物が育つので、このような種子を胎生種子と呼ぶ。親を離れた種子は、海流に乗って分散（海流散布）し、泥の表面に落ちつくと成長を始めるが、親植物から離れた後、下の泥に突き刺さり、その場所で成長することもある。
他にも、マングローブを構成する木は色々あり、海流に乗って分散する種子を作るものは数多い。

### 帯状分布

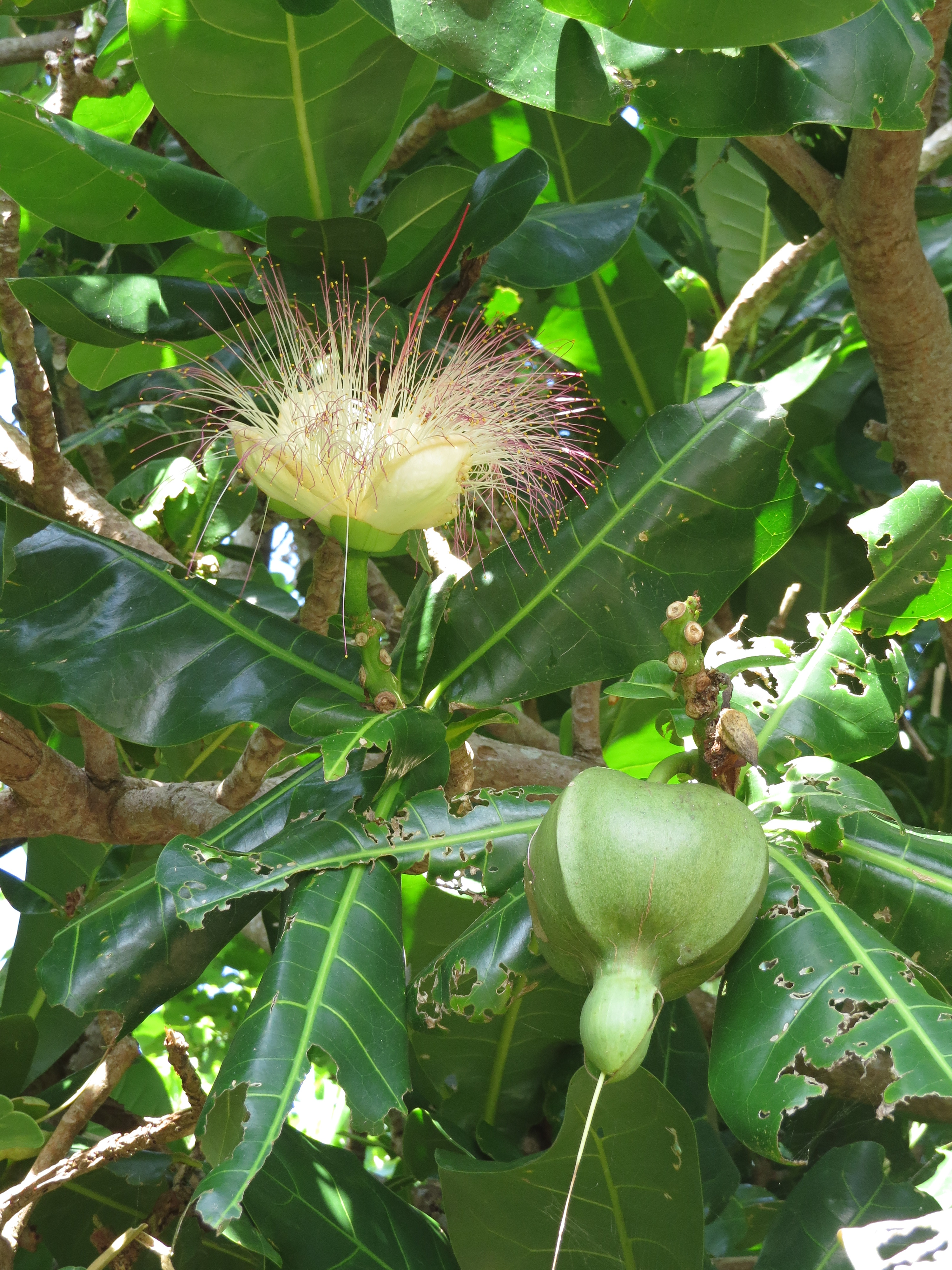
ゴバンノアシ(花と実) 西表島11月

マングローブの樹種には地盤の高さと潮汐環境によって帯状分布が見られる。
日本の場合は、一番海側にはヒルギダマシがまばらに出現する。低木で、根が泥の浅いところを這い、一定間隔でタケノコのように棒状の呼吸根を出す。背が高くならないので、満潮時には株全体が海水に没する場合がある。場所によってはハマザクロがここに出現する。
それより陸側では北方ではメヒルギ、南方ではヤエヤマヒルギが密な群落を作る。その内側にはオヒルギが生育する層がある。さらに陸側の、ほとんど海水を被らないが、海水の影響を受ける区域には、サガリバナや、巨大な板根を作るサキシマスオウノキなどが生育している。西表島にも生育が見られ、より南の海洋島にも広く分布するゴバンノアシもここに生育する。このあたりまでがマングローブ（林）であり、それより内陸へは、次第に陸の植生へと続く。このマングローブと陸地の境界付近にあたるやや乾燥した区域をバックマングローブと呼ぶ。

### 半マングローブ
真のマングローブ（英語: true mangrove）に類似した植生として、半マングローブ（英語: semi-mangroveまたはminor-mangrove）があり、広義のマングローブとして考えられている。マングローブ植物が、自然状態では潮間帯のみに生育し、陸地に分布を広げないのに対し、半マングローブを構成する植物（半マングローブ植物）は陸地での生育も可能な種が含まれる。半マングローブはマングローブと混在、あるいは周辺の陸地部に立地する。
また、半マングローブ植物もマングローブ植物と同様に、海水の塩分に対し適応した形態（クチクラ層が発達した葉など）や生理機能（塩分排出能など）を持っている種もある。
日本では、半マングローブを構成する植物として、代表的な種としてハマボウやハマジンチョウ、ハマナツメ、テリハボクなどが挙げられ、上述した種も含まれる。

## マングローブに生息する動物

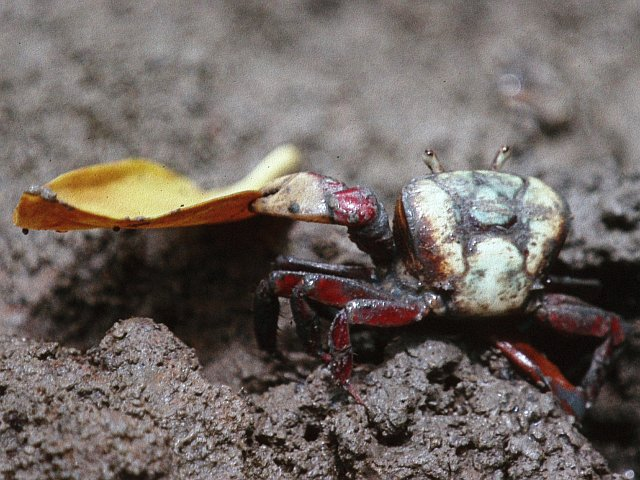
アメリカヒルギの葉を運ぶカニの1種

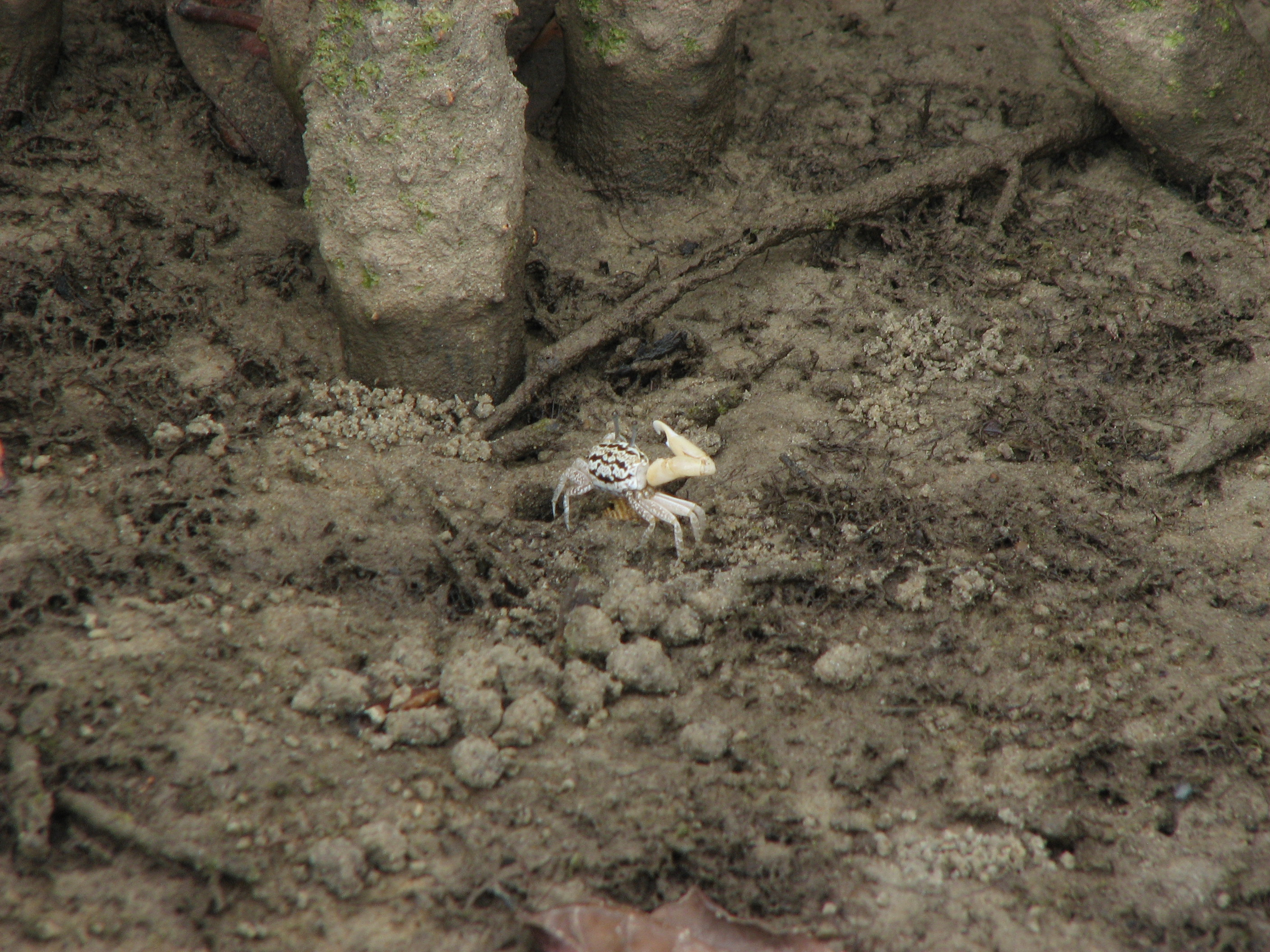
ヤエヤマヒルギの根元で活動するオキナワハクセンシオマネキ

マングローブは陸地の森林と同じく、様々な動物に対して生息環境を与えている。マングローブの海側は海水の影響を大きく受け、陸側は海水の影響を小さくし、潮位等に勾配が生じる。また、マングローブの根や幹、枝の広がりなどは多様な空間を創造する。このようにその生息環境は多様である。マングローブに生息する主要な動物は海産の底生生物（甲殻類や貝類等）や魚類であるが、スナドリネコのような哺乳類、鳥類、昆虫類なども利用している。
潮が引いた時には、多数のカニ等の甲殻類が出現する。干潟の近くではシオマネキ類やミナミコメツキガニなどが出現し、森の中にはアシハラガニ類やイワガニ類が多数生息している。潮が満ちると地面に掘った穴の中にもぐりこんでやり過ごすものが多いが、中には木に登って過ごすものもある。潮が満ちるとガザミやノコギリガザミなど、大型のカニが姿を現す。貝類では、キバウミニナなどの巻貝、ヒルギシジミ（Geloina coaxans）などの二枚貝がいる。これらの多くはマングローブ植物の落葉や種子を食べている。特にマングローブの落葉を直接消費するキバウミニナやある種の大型のカニ類はマングローブ生態系の炭素循環において重要な存在である。

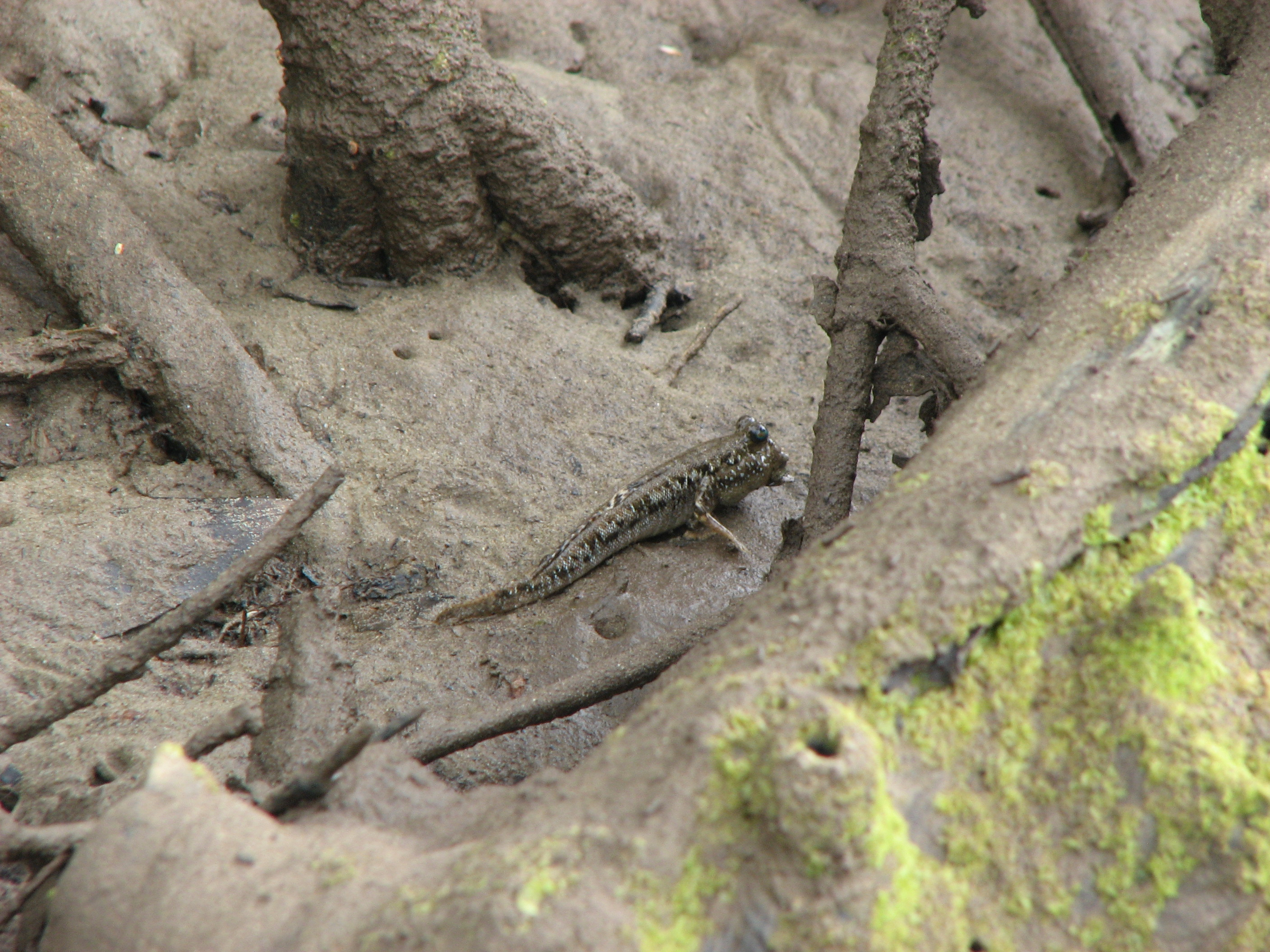
ヤエヤマヒルギの根元で活動するミナミトビハゼ

魚類では、干潟や呼吸根の上でミナミトビハゼなどのトビハゼ類が活動し、潮が満ちると他の多くの海水魚も進入する。木の呼吸根が複雑に入り組んだマングローブ地帯は身を隠すのに都合がよく、アイゴ類やハゼ類など、多くの小魚がみられ、さらにそれらを捕食するフエダイ類やオオウナギなどの大型魚もいる。
大東諸島に生息するダイトウオオコウモリはマングローブを昼間のねぐら場所として利用している。
西表島での調査結果によるとメジロを中心とした鳥類の混群が確認されており、特にメジロはオヒルギの花の蜜を餌としていることも報告されている。
マングローブ植物そのものを生息場所としている動物もいる。貝類のイロタマキビガイやイワガニ科のヒルギハシリイワガニ（Metopograpsus latifrons）などはマングローブ植物の幹や支柱根で生活している。固着性動物であるフジツボの仲間のシロスジフジツボがヤエヤマヒルギに付着している事例も報告されている。この様な事からマングローブは「命のゆりかご」と呼ばれている。
マングローブの景観や多様な生態系は、エコツーリズムにおいても重要な観光資源となっている。

## 日本のマングローブ

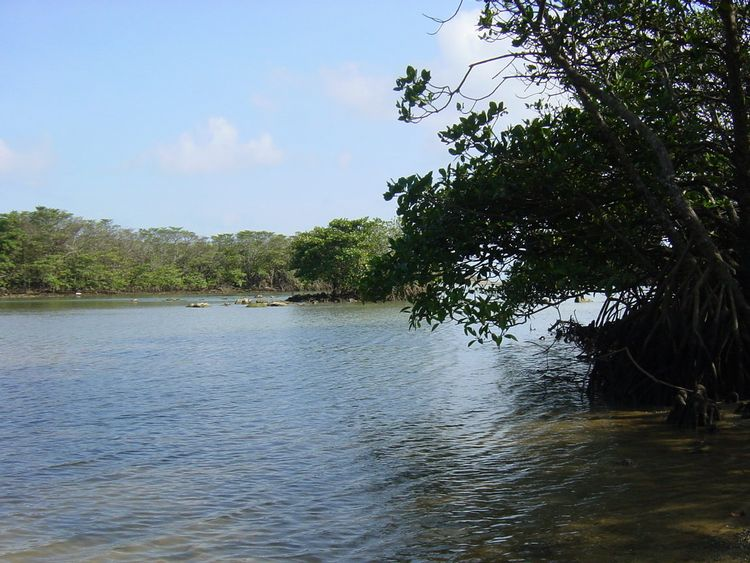
石垣島宮良川河口の群落

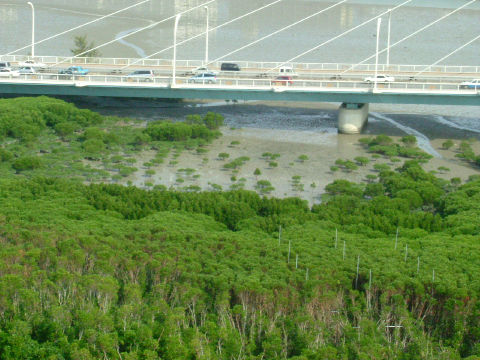
沖縄本島漫湖の群落

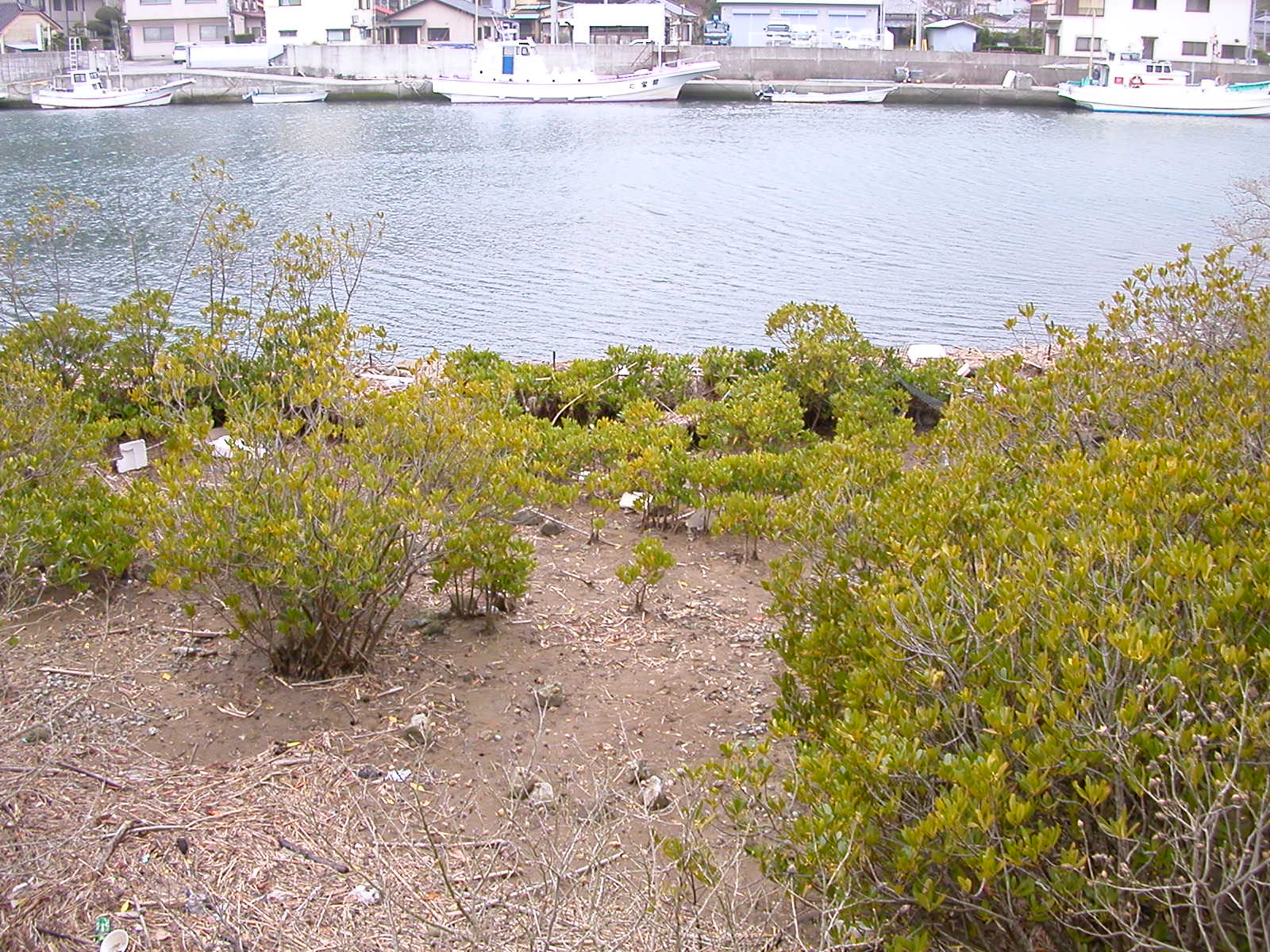
静岡県南伊豆町のメヒルギ群落

鹿児島県種子島西之表市の湊川河口が自然分布でのマングローブの世界的に北限に位置し、メヒルギのみ生育している。同じ大隅諸島の屋久島の栗生川でもメヒルギが生育し、町指定天然記念物として保護されている。
奄美大島まで南に下ると、メヒルギに加えてオヒルギも生育できるようになる。奄美大島最大のマングローブは住用（すみよう）川と役勝（やくがち）川が合流する河口域（奄美市）にあり、奄美群島国立公園の特別保護地区（マングローブ原生林）として保護されている。また島北部の笠利湾にも小規模ながら国立公園の第2種特別地域として保護されているマングローブがある。
沖縄島（沖縄本島）には、オヒルギ、メヒルギ、ヤエヤマヒルギ、ヒルギモドキの4種が生育しており、このうちヒルギモドキは島北部の億首川の河口にしか見られない。ヤエヤマヒルギとヒルギモドキについては、沖縄島が北限である。その他に、島北部東村の慶佐次、南部の漫湖等でマングローブが発達している。
久米島には、オヒルギ、メヒルギ、ヤエヤマヒルギの3種が生育している。島東部の儀間川河口に島唯一のマングローブが成立している。
宮古島には、オヒルギ、メヒルギ、ヤエヤマヒルギ、ヒルギダマシの4種が生育しており、このうちヒルギダマシは宮古島が北限である。島北部の島尻にマングローブがある。
石垣島には、オヒルギ、メヒルギ、ヤエヤマヒルギ、ヒルギダマシ、ヒルギモドキ、マヤプシキの6種が生育しており、このうちマヤプシキは石垣島が北限である。宮良川河口のマングローブが「宮良川のヒルギ林」として国の天然記念物に指定されているほか、島西部の名蔵アンパルにもマングローブが広がり、国指定鳥獣保護区及びラムサール条約登録地になっている。
西表島には、マングローブ植物7種が全て生育しており、仲間川や浦内川の河口に広大なマングローブが発達している。特に仲間川のマングローブは、「仲間川天然保護区域」として国の天然記念物に指定されている。
静岡県の伊豆半島、南伊豆町には世界最北のマングローブ林（メヒルギ群落）がある。これは1950年代に人の手で移植されたものである。
なお、マングローブに似た植生として、九州南端の鹿児島市喜入生見町にあるメヒルギ群落が、喜入のリュウキュウコウガイ産地として特別天然記念物に指定されている。しかし、江戸時代に移植されたものとされ、自然分布での北限ではない。

## マングローブの破壊と再生、新生
近年、世界各地でマングローブの破壊が問題になっている。東南アジアでは、木炭の材料とするための伐採と、海岸沿いの湿地を日本向けのウシエビ（ブラックタイガー）やバナメイエビなどのエビ養殖場とするための開発が主な原因となっている。また、家畜の飼料とするための伐採も行われている。そのため、あちこちでマングローブが消滅しつつある。
熱帯雨林の破壊が地球温暖化とのかかわりで問題になったように、マングローブの破壊も同様な問題として注目されるようになった。また、マングローブが海の水質浄化に果たす役割が大きいことが知られるようになり、世界の湿地帯の価値の見直しとも連動し、その意味でも注目を受けつつある。
また、2004年のスマトラ島沖地震以降、マングローブによる津波被害の軽減の効果が指摘された。マングローブが自然の防波堤（防潮林）となることで、津波の人への被害の原因となる漂流物体が食い止められるというものである。スマトラ沖地震で大きな被害を受けた東南アジア諸国では、マングローブの再生への関心が高まっている。
津波発生時以外でもマングローブには海岸線の浸食を防ぐ効果がある。こうした防災や生物多様性での役割を評価して、世界各地でマングローブの再生や植樹による新生が試みられている。エジプトには35カ所のマングローブ林があり、このうち紅海に面する南部のハマタやシナイ半島南部のシャルム・エル・シェイクなど比較的大規模な4カ所で、エジプト政府が2010年代末から年5万本ペースで植樹を進めている。ビニールハウスで種から60センチメートル程度の苗木に育ててから移植する。紅海対岸のサウジアラビアも1億本の植樹計画を表明している。砂漠が海と接する砂浜でマングローブを形成するためには、枯れ木などを使って水流の影響を弱める柵を作り、群落が少し出来れば、それが波除けとなって次第に面積が広がると言う。
日本でもマングローブの浄化作用を利用しようとの目的で、マングローブ林形成を目指す事業が各地で行われている。沖縄県那覇市の漫湖にはマングローブ林が植樹され、分布範囲が広がっている。しかし、上流からの土砂の流入や生活排水の流入、廃棄物が原因という可能性もあるが、干潟の陸地化や悪臭などの問題も生じている。
さらに、伊豆半島の青野川など本州の太平洋岸でもマングローブを育てようとの試みが行われている。これらの地域は、本来の分布域ではなく、そのままでは生育させることが難しい。そこで、ビニールシート等をかけて保温する方法などもとられているが、自然植生の撹乱であるとの意見もある。